# Língua shuswap
A língua Shuswap (/ˈʃuːʃwɑːp/; Shuswap: Secwepemctsín [ʃəxwəpəmxˈtʃin]) é a língua tradicional do povo Shuswap (Shuswap: Secwépemc ʃəˈxwɛpəmx) da Columbia Britânica, Canadá. É falada principalmente no centro e sul da parte interior dessa região entre o rio Fraser e as Montanhas Rochosas. Conforme o “First Peoples' Cultural Council”, 200 pessoas a têm como língua materna, havendo ainda 1.190 semi-falantes da mesma.
Shuswap é a mais setentrional das línguas de Salishes interiores, que são faladas no Canadá e no noroeste Pacífico dos Estados Unidos. São dois os dialetos da língua, falados conforme as localizações::
- Leste: Kinbasket (Kenpesq’t) e Lago Shuswap (Qw7ewt/Quaaout)
- Oeste: Lago Canim (Tsq’escen), Chu Chua (Simpcw), Deadman's Creek (Skitsestn/Skeetchestn)–Kamloops (Tk'emlups), Rio Fraser (Splatsin, Esk’et), a Pavilion (Tsk’weylecw)–Bonaparte (St’uxtews)

As outras línguas Salishes interiores do Norte são Lillooet e Thompson] Thompson.
A maior parte do material neste artigo é de Kuipers (1974).

## Ensino
Uma interface em Secwepemctsín Facebook está disponível. O website First Voices tem um portal para a Comunidade Secwepemctsin (Dialeto oriental)  a Secwepemc Community Portal, and a Splatsin (Eastern dialect) Community Portal  para aprendizagem da língua. Um artigo de novembro de 2012 estimou cerca de 150 falantes fluentes, principalmente mais de 65 anos, acrescentando que "cerca de 400 estudantes estão aprendendo a língua, e" a maioria dos alunos Secwepemctsin têm menos de 19 anos ". Aplicativos Secwépemc estão disponíveis para iOS. A Secwepemc Cultural Education Society lançou o software Nintendo DSi em 2013, que ensina Secwepemctsin a crianças pequenas. Uma autoridade lingüística com dez idosos falantes fluentes do Oriente, do Ocidente e do Norte está gravando pronúncia. Um Tutor de Língua também está em preparação, exportável em CD para uso off-line.
Um "Cseyseten" (ninho de linguagem) no Lago Adams é conduzido inteiramente na linguagem Secwepemc. Em 21 de janeiro de 2013, a Universidade de Rivers Thompson começou a oferecer uma classe de língua Secwepemctsín ministrada pela falante fluente Janice Billy.

## Revitalização da linguagem e tecnologia
Uma interface para Facebook está disponível em Secwepemctsín. O site do First Voices possui um portal comunitário Secwepemctsin (Dialeto Oriental),  a Secwepemc Community Portal, e um portal comunitário da tribo Splatsin]] (dialeto oriental)  para o aprendizado de idiomas. Um artigo de novembro de 2012 estimou cerca de 150 falantes fluentes, a maioria com mais de 65 anos, acrescentando que "cerca de 400 estudantes estão aprendendo o idioma" e "a maioria dos alunos do Secwepemctsin tem menos de 19 anos." aplicativos para a língua Secwépemc estão disponíveis em iOS. A Sociedade de Educação Cultural Secwepemc lançou o software Nintendo DSi em 2013 que ensina Secwepemctsin a crianças pequenas. Uma autoridade linguística de dez falantes fluentes idosos, do leste, oeste e norte, está gravando pronúncia. Também está em preparação um tutorial de idiomas, exportável para CD para uso offline. 
Um "" Cseyseten "(ninho de idioma) em Adams Lake é realizado inteiramente na língua Secwepemc. Em 21 de janeiro de 2013, a Thompson Rivers University começou a oferecer uma aula de idioma Secwepemctsín ministrada pela falante fluente Janice Billy.

## Fonologia
A língua Shuswap tem muitas consoantes que tipicamente para as quais alfabeto latino não é usado para representar. Dois sistemas de representação de sons Shuswap estão em uso. Um deles é o sistema usado na monografia de 298 páginas da Kuipers sobre a língua. Usa algumas letras que não fazem parte do alfabeto latino. O outro sistema é baseado em um planejado por Randy Bouchard do projeto de línguas de Colúmbia Britânica.  Esse se baseia inteiramente no alfabeto latina. A única exceção é o símbolo 7, que é usado para representar uma consoante.
O sistema de Bouchard parece ser o usado pelos próprios Shuswaps. Além dos diferentes símbolos utilizados, existem outras diferenças entre os dois sistemas. O sistema Kuipers faz uso extensivo de alternâncias automáticas. Por exemplo, a letra n é por vezes pronunciada [n], às vezes [ən] e às vezes [nə]. A escolha da pronúncia é baseada em regras aplicadas automaticamente. Espera-se que um leitor conheça essas regras.
As regras abrangem três classes de mudanças: (1) Sombreamento automático de vogais de vogais (O escurecimento não automático de vogais é coberto em processos fonológicos. (2) Variação consonântica e vocálica de sonorantes entre pronúncia consonantal e vocálica e (3) alternância de velares planas, uvulares e laríngeais com seus sons arredondados correspondentes. O sistema de estilo Bouchard não parece exigir que o leitor conheça tantas regras de alternância. Exemplos de palavras escritas no estilo Bouchard podem ser vistos em dois sites.   Tais websites não apresentam suficientes exemplos que mostrem todas as alternâncias automáticas que estão no sistema Bouchard de estilo.  Por isso, o sistema de Kuipers de soletrar é aqui apresentado.

### Vogais
O Shuswap apresenta cinco vogais cheias, /a/, /e/, /i/, /o/, /u/ e uma reduzida, /ə/.
|         | Anterior  | Central | Posterior (arredondada) |
| ------- | --------- | ------- | ----------------------- |
| Fechada | i [i ~ e] |         | u [u ~ o]               |
| Média   | e [ɛ]     | ə [ə]   | o [ɔ]                   |
| Aberta  |           | a [a]   |                         |

Uma vogal adicional,  / ʌ /, é rara e frequentemente substituída por  / e / ou  / a /. Sua descrição é ambígua. Kuipers deu seu valor fonético como  [ʌ], indicando uma vogal posteriora não arredondada, mas a descreveu em palavras como uma vogal média central.
Existem restrições na distribuição de vogais. A vogal  / ə / é restrita a sílabas não tônicas. As vogais  / a / e  / o / também ocorrem em sílabas não tônicas, mas apenas em poucas palavras. As vogais  / i / e  / u / são restritas a sílabas tônicas.

#### Escurecimento automático
A tabela acima mostra a pronúncia normal das vogais.  Três das vogais cheias, /e/, /i/ e /u/, estão sujeitas a um processo automático chamado “escurecimento”, que muda como estas vogais são pronunciadas. O escurecimento automático é previsível; Ocorre antes de obstruentes uvulares e antes ou depois de sonorizantes uvularizados. Não se reflete no sistema ortográfico de Kuipers.::Example: e [ɛ] in ‘he shoots it’ qemns [ˈqɛmənʃ], but e [a] in ‘I shoot it’ qeqmn [ˈqaqmən]
| Vogal | Pronúncia normal | Escurecida |
| ----- | ---------------- | ---------- |
| e     | [ɛ]              | [a]        |
| i     | [i ~ e]          | [ɪ ~ ɛ]    |
| u     | [u ~ o]          | [ɔ]        |

### Consoantes
As consoantes são divididas em duas classes, obstruentes e sonorantes. Nas tabelas que se seguem, as pronúncias são dadas entre colchetes na transcrição IPA. A notação é a mesma que a de Kuipers (1974).

#### Obstruentes
|           |              | Labial  | Dental   | Alveopalatal | Velar   | Velar       | Uvular  | Uvular    | glotal laringeal (plana) |
| Plana     | Arredondada  | Labial  | Dental   | Alveopalatal | Plana   | Arredondada |         |           | glotal laringeal (plana) |
| --------- | ------------ | ------- | -------- | ------------ | ------- | ----------- | ------- | --------- | ------------------------ |
| Plosiva   | Plana        | p [p]   | t [t]    | c [tʃ]       | k [k]   | k° [kʷ]     | q [q]   | q° [qʷ]   |                          |
| Plosiva   | Glotalização | p’ [pˀ] | t’ [tɬˀ] | c’ [tʃˀ]     | k’ [kˀ] | k’° [kʷˀ]   | q’ [qˀ] | q’° [qʷˀ] | ʔ [ʔ]                    |
| Fricativa | Fricativa    |         | λ [ɬ]    | s [ʃ]        | x [x]   | x° [xʷ]     | x̌ [χ]   | x̌° [χʷ]   | h [h]                    |

- As plosivas planas usualmente não são aspiradas e podem ser mais sonoras em algumas situações.
- A pronúncias das 3 obstruentes dental-palatais c, c', s podem ficar [ts], [tsʼ] e [s].
- Glottalized dental-lateral plosive t’ [tɬʼ] can also be pronounced as a glottalized dental plosive [tʼ].

#### Sonorantes
|             |             | Labial         | Dental                        | Palatal–velar | Palatal–velar | Palatal–velar       | Laringeal–uvular | Laringeal–uvular | Laringeal–uvular |
| Plana       | Velarizada  | Velarizada     | Dental                        | Uvularizada   | Uvularizada   | Plana (Arredondada) |                  |                  |                  |
| Plana       | Velarizada  | Velarizada     | Dental                        | Plana         | Arredondada   | Plana (Arredondada) |                  |                  |                  |
| ----------- | ----------- | -------------- | ----------------------------- | ------------- | ------------- | ------------------- | ---------------- | ---------------- | ---------------- |
| Plana       | Plana       | m [m], [əm]    | n [n], [ən] l [l], [əl]       | y [j], [iː]   | ɣ [ɰ], [əː]   | ɣ [ɰ], [əː]         | ʕ [ʕ], [aː]      | ʕ° [ʕʷ], [ɔː]    | w [w], [uː]      |
| Glotalizada | Glotalizada | m’ [mˀ], [əmˀ] | n’ [nˀ], [ənˀ] l’ [lˀ], [əlˀ] | y’ [jˀ], [iʔ] | ɣ’ [ɰˀ], [əʔ] | ɣ’ [ɰˀ], [əʔ]       | (ʕʼ) [ʔ], [aʔ]   | ʕ°’ [ʕʷˀ], [ɔʔ]  | w’ [wˀ], [uʔ]    |

- Os sonorantes são fortes. Uma vez que podem ser consonantais ou vocálicas, um par de pronúncias é dado para cada uma na tabela. Variantes vocais ocorrem apenas em sílabas não tônicas.

- As formas consoantes das sonorantes glotalizadas ocorrem somente após as vogais.
- As sonorantes planas quando vocálicas têm uma pronúncia diferente no começo de uma palavra: [mə], [nə], [lə], [jə], [ɰə], [ʕə], [ʕʷə], [wə].
- As vogais longas que representam as sonorantes vocálicas são variáveis em comprimento e podem ser curtas.
- Não existe a sonorante uvular plana glotalizada *ʕˀ.  Onde isso deveria ocorrer devido a processos fonológicos, o que ocorre em vez disso é ʔ Quando uma forma consonantal é necessária, e (sem tonicidade) aʔ  quando uma forma vocálica é requerida.

##### Variação consonantal-vocálica de sonorantes
A variação de sonorantes entre as pronúncias consonantais e vocálicas é automática e não é indicada no sistema ortográfico de Kuipers. A regra para determinar o seguinte:
* Para começar, todos os sonorantes em uma palavra devem ser considerados vocálicas.
* Em seguida, a partir do lado direito da palavra, uma sonorante em qualquer uma das seguintes situações é alterada para consonantal:
* uma vogal no seu lado direito;
* uma sonorante vocálica no seu lado direito; ou
* uma vogal no seu lado esquerdo.
Exemplo 1: l  [l], m  [m] e m  [əm] em variantes de "vá em frente!" X̌ílme  [Χilmɛ] e x̌ílmxe  [χiləmxɛ]
Exemplo 2: w  [wə] em 'corrente abaixo' wtemtk  [wətɛmtk]
Exemplo 3: l  [l] e ɣ  [əː] em 'quea d’água' k '° əλlɣʔép  [kʷ'əɬləːʔɛp]
Exemplo 4: l  [l], w  [u], y  [j] e n, 'lélwyn-kn  [lɛlujəŋkən]

### Sílabas
Uma palavra de Shuswap consiste em umaraiz, à qual podem ser adicionados vários afixos. Muito poucas palavras contêm duas raízes. Qualquer raiz tônica pode ter uma alternativa não tônicaa, onde a vogal é substituída por [ə].
A maioria das raízes tem a forma CVC ou CC (este último apenas se for tônica). Outras raízes são CVCC ou CCVC.
Sufixos começam com uma vogal tônica (em formas onde a raiz é tônica) ou uma consoante. Os prefixos geralmente têm a forma C- ou CC-.

### Tonicidade
Tonicidade em Shuswap não é muito proeminente, e ocorre apenas em palavras mais longas. Uma vez que  [u] e  [i] são sempre tônica e  [ə] nunca é, tonicidade é geralmente bastante simples de prever.

### Processos fonológicos
Embora Kuipers (1974) não especifique, em muitos casos a versão glotalizada ou arredondada de uma consoante parece representar uma variação alofônica. Por exemplo, as consoantes que têm uma forma arredondada são arredondadas antes e depois de  [u]. No entanto, a glotal zação pode ser contrastiva (a raiz q'e  'y'  -, criar uma estrutura, versus q'e  'y'  -, escrever) ou alofônica Raiz q'e  'y'  - aparece com uma consoante final glotalizada em stq'e  'y'  '- qn, "shed". A reduplicação de consoante também pode ter um efeito sobre a glotalização.
Há uma série de maneiras pelas quais os sons são afetados por seus ambientes. As ressonâncias na posição vocálica são precedidas por um “schwa” automático, por exemplo a palavra  / st'mkelt / ("filha"), pronuncia-se  [stɬ     mkelt]. O escurecimento das vogais, como descrito abaixo, é outro caso.
A distribuição das vogais é bastante complexa. As vogais têm as seguintes variantes principais:
- i = [i~e]
- u = [u~o]
- o = [ɔ]
- e = [ɛ].

/a/ e /ʌ/ são inalteradas. O ambiente em torno de uvulares e velares produz um conjunto diferente de variantes, incluindo ligeiros ditongos ocasionais. Além disso, algumas raízes fazem com que vogais escurecidas apareçam em sufixos; Um exemplo é o prefixo -  'e'  kst ("mão, braço"), que é escurecido em x ° əl '-'  a  'kst. As vogais escurecidas são as seguintes:
- e = [a]
- u = [o]
- i = [e].

## Morfologia

### Afixos
O sistema de afixação da Shuswap é robusto. Um prefixo nominal (prefixo) é usado para derivar substantivos de verbos e prefixos para indicar um estado resultante são adicionados aos verbos. Uma amostra do pequeno número de prefixos de Shuswap está abaixo:
- /t’l’-/: durante um período no passado
- /c-/ or /s-/: aqui
- /t-/ or /tk-/: em cima de, do lado de fora
- /wλ-/: grupo de pessoas
- /ʔ-/: 2ª pessoa singular possessivo

A maioria dos substantivos contém sufixos. Os sufixos também são usados para indicar verbos transitivos, intransitivos e imperativos. Abaixo estão alguns exemplos tirados da extensa coleção de sufixos de Shuswap:
- /-eps/: nuca
- /-tem’/: profundidade, canyon, terras baixas
- /-itʃeʔ/: superfície, oculto
- /-esq’t/: dia
- /-eq/: cerejas
- /-el’txʷ/: algo em forma de folha, casca

### Processos morfológicos
Shuswap faz uso extensivo de reduplicação. Alguns exemplos de reduplicação simples são:
- Inicial reduplicada: [s-tíq’m] (raiz amaga) p/ [tətíq’m] (preparar raiz amarga)
- Final reduplicado: [puxʷ-m] (sopro) p/ [pəxʷ'úxʷ] (inchaço)
- Tudo reduplicado: [piq] (branco) p/ [pəq-'piq] (farinha)
- Consoante reduplicada

Além disso, existem vários tipos de reduplicações complexas, envolvendo padrões como 11V12, 112V23 e 1123V34 (onde 1 representa C  1 </ sub>, etc.).
Nem todos os tipos de reduplicações são produtivos e funcionais. A reduplicação total indica pluralidade e consoante reduplicada é diminutivo, mas a maioria das outras reduplicações são difíceis de explicar.
Além da reduplicação, os morfemas radiculares podem ser modificados pela glotalização interior, de modo que um CVC de raiz aparece como CʔVC. Embora o processo não seja produtivo, muitas formas registradas referem-se a um estado, por exemplo [pʔeɣ] (arrefecido) de [peɣns] (algoesfria). Reduplicação de consoante pode ocorrer como de costume com glotalização interior.

## Sintaxe

### Ordem das palavras
A ordem de palavras em Shuswap é relativamente livre; As relações sintáticas são facilmente transmitidas pelo sistema de marcação de casos. No entanto, é comum, mas não é necessário, que o predicado seja a cabeça da sentença.
Sentenças com predicado no início:
- wist ɣ-citx a casa é alta
- cut l-nx̌peʔe meu avô disse

Sentenças (raras) com sujeito no início:
- ɣ-sq°yic m-cunsəs ɣx̌°ʕ°elmx  O Coelho soube pela Raposa

### Casos
O Shuswap usa dois casos: o absolutivo, para o sujeito de um verbo intransitivo, o sujeito de um verbo transitivo e o objeto objeto de um verbo transitivo; E o relativo, para todos os outros casos (por exemplo, o ator de um verbo passivo, ou um advérbio).
Caso absolutivo:
- wist ɣ-citx a casa é alta
- m-tʔeyns ɣ-x̌°ʕ°elmx ɣ-sk’lep A Raposa encontrou o Coiote

Caso relativo:
- wist t-citx° uma casa alta
- m-cuntməs ɣ-sq°yic t-x̌°ʕ°elmx O Coelho soube pela Raposa (o sujeito está no absoltivo)

### Outros aspectos
Os substantivos e verbos aparecem em diferentes formas, dependendo do seu ambiente sintático.
- A forma simples: substantivos e verbos intransitivos, conjugados por pessoa. Além disso, faz-se uma distinção entre palavras centradas no objeto e centradas no sujeito; Comparar [l-m-wiwk  'tn' ] "aquele que eu vi" com [l-m-wiwk  'cms' ] "aquele que me viu".
- A forma sufixal: para verbos intransitivos, e também verbos transitivos e substantivos (apenas para terceira pessoa do singular). Essa formulação é por vezes opcional e por vezes obrigatória. Exemplos de uso incluem como um substituto imperativo (xwislxəx ° wl meʔ kicx-k), ("correr até chegar lá") e em sentenças "se" e "quando" ("l-twiwtwn", "quando eu cresci" ).
- A forma nominalizada: para substantivos e verbos intransitivos. Um verbo intransitivo denominado se refere ao objeto da ação, como em [yʔen t'-sq ° iʔq ° e l-nstix ° C'e l-pəxyewtəs] "este é a  marmota que eu tirei ontem." A nominalização também é usada em perguntas, sim ou não ou introduzidas com "o quê".
- A forma ʔs: refere-se a um fato, com jeito de direcionamento de metas. Por exemplo: [cuct-kn ʔnsʔiʔλn] "Eu quero comer."

## Amostra de palavras
Lista de raízes da língua (listadas separadamente ou com seus derivativos mais simples) e uma seleção de palavras derivadas dessas raízes por meio de afixos:

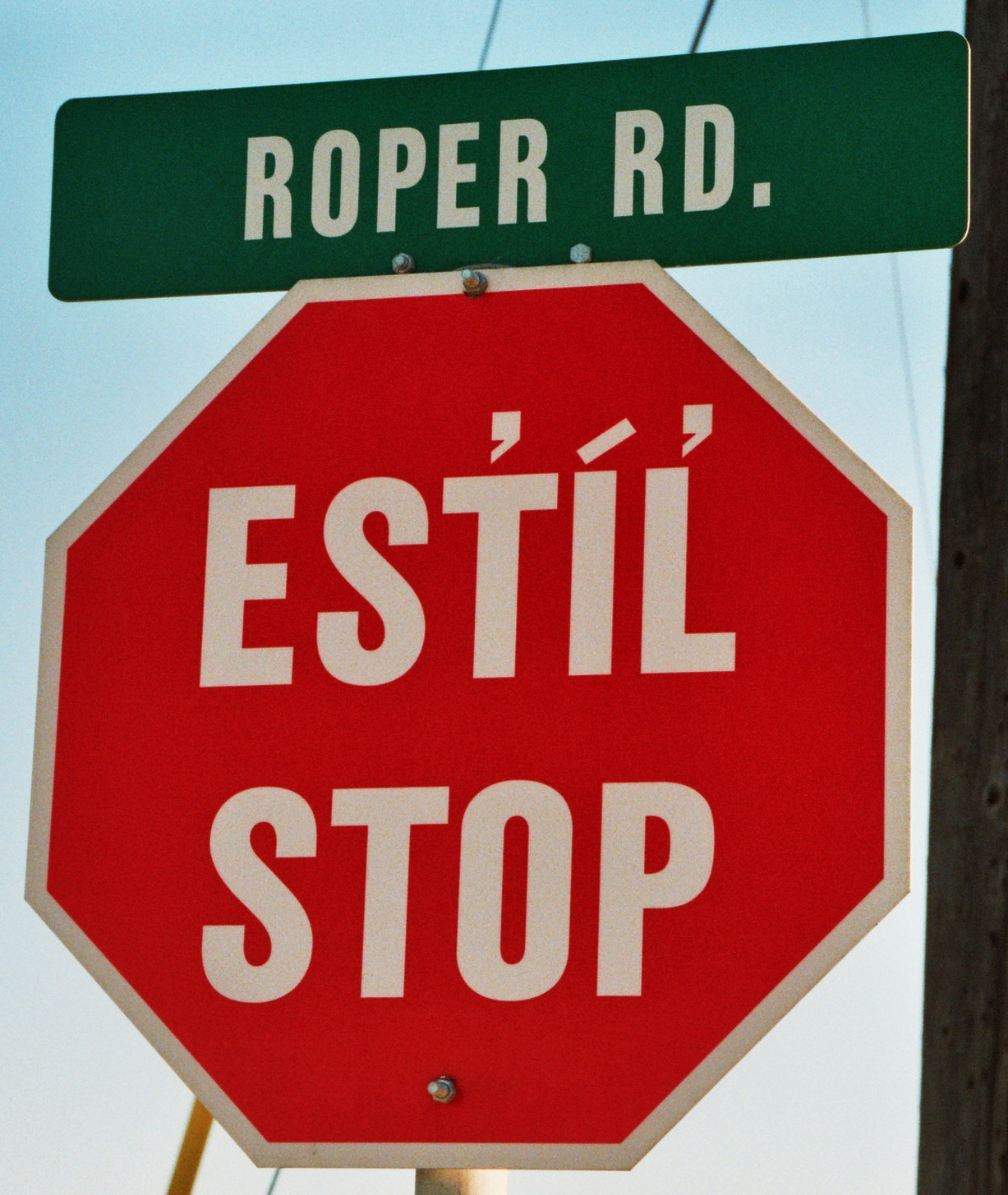
Sinal de PARE em inglês e em Secwepemctsín (Shuswwap) na reserva indígena Bonaparte

| Raiz     | Derivativo         | Significado                                           |
| -------- | ------------------ | ----------------------------------------------------- |
| c-pet    | c-pet              | espalhar                                              |
|          | x-pət-min’         | (en)cobrindo algo                                     |
|          | x-pət-cin’-tn      | cobertura da pele                                     |
| ptek     | ptek               | passar por'                                           |
|          | x-ptetk-tn         | linha de chegada                                      |
|          | x-ptək-ew’s        | cruzar a estrada                                      |
| tʔik°    | tʔik°              | fogo                                                  |
|          | tətʔiʔk°-m         | brilhar / emvermelhar                                 |
|          | tik°-n’k-tn        | um fungo que foi usado para fazer fogo                |
| ciq°     | ciq°               | vermelho                                              |
|          | cəq°-cin-tn        | batom                                                 |
|          | cəq°-cq°eq°sxn’    | centavo                                               |
| q°el     | q°el               | falar                                                 |
|          | c-q°l-nt-es        | chamar, invocar                                       |
|          | q°l-t-əmiʔ         | tagarela                                              |
| yew      | yew                | escavar                                               |
|          | x-yew-m            | buscar água                                           |
|          | x-yew’-mn          | local de pesca, balde                                 |
| s-q°ex-t | s-q°ex-t           | homem selvagem, pesadelo'                             |
|          | t-q°əx-q°əx-n’t-es | Assustar as pessoas com um comportamento assustador   |
|          | q°ex-s-n-s         | Contar a alguém sobre visão ou experiência misteriosa |